# Husum danske kirke

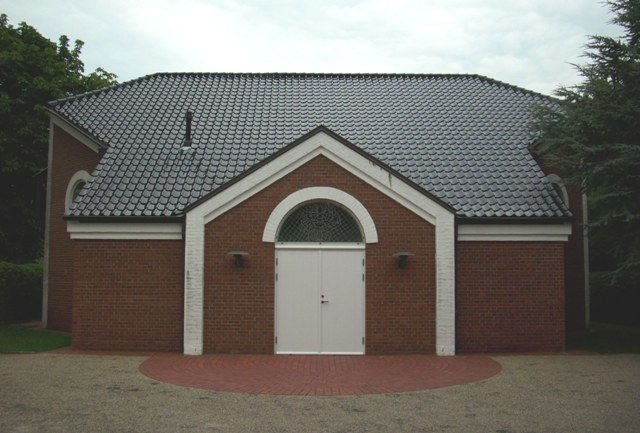
Husum danske kirke

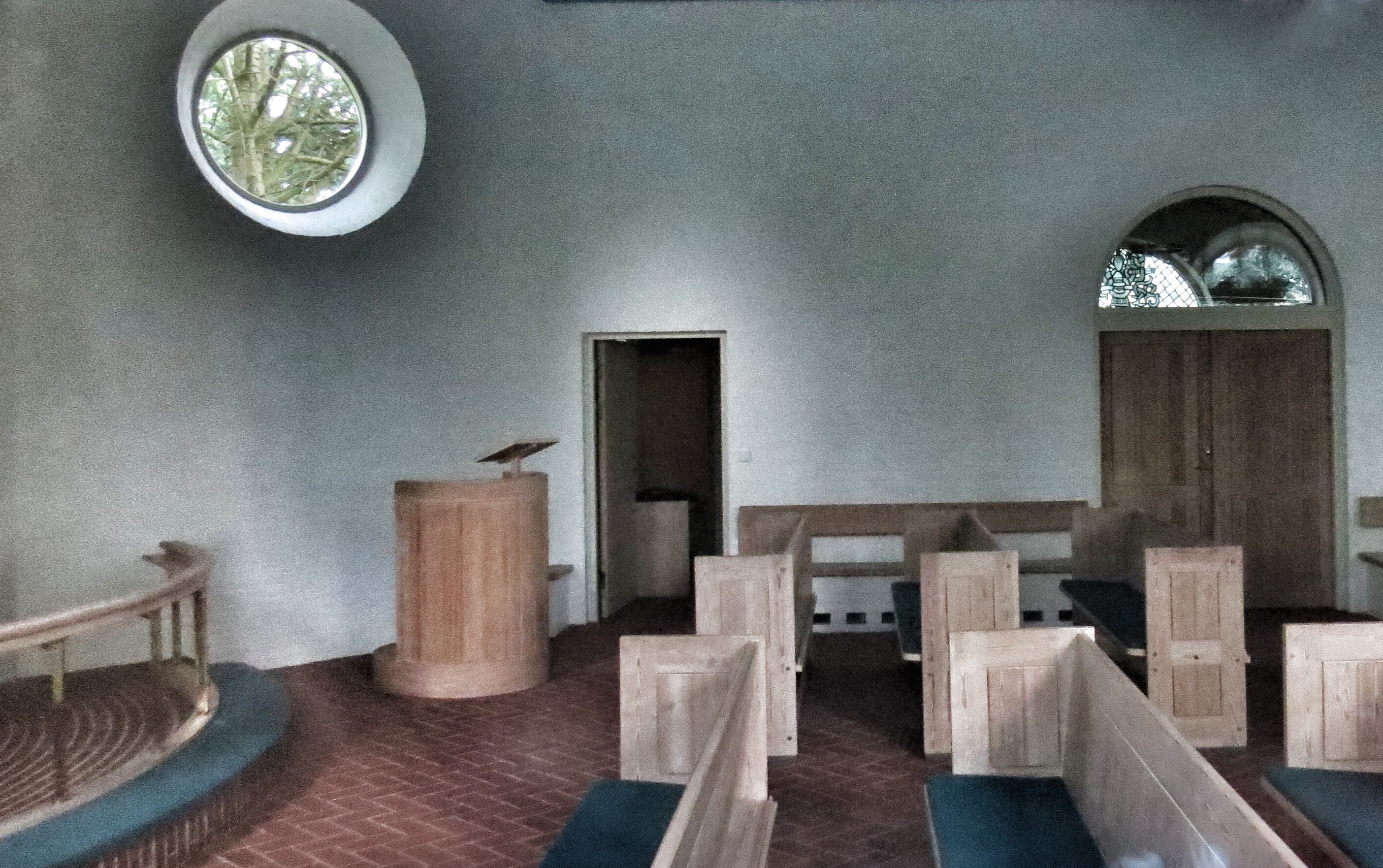
Der Kirchenraum mit Altarschranke und Kommunionbank (links) sowie Kanzel und Bullaugenfenster

Die Husum danske kirke (zu deutsch: Dänische Kirche Husum) ist ein Kirchengebäude der evangelisch-lutherischen Dänischen Kirche in Südschleswig (dänisch Dansk Kirke i Sydslesvig) in der Stadt Husum im Kreis Nordfriesland.

## Geschichte
Die Kirche wurde im Februar 1991 eingeweiht und ist somit eines der jüngeren Kirchengebäude Schleswig-Holsteins. Zuvor versammelte sich die dänische Gemeinde in der Klosterkirche des Gasthauses zum Ritter St. Jürgen. Der neue Kirchenbau wie auch das Kirchenmobiliar wurden von dem dänischen Architekten Alan Havsteen-Mikkelsen (1938–2002) entworfen. Das achteckige Gebäude ist in vielem einer Schiffform nachempfunden. So erinnern die runden Fenster an Bullaugen eines Schiffes. Einen Kirchturm gibt es nicht, stattdessen befindet sich am Westgiebel ein kleineres Glockengerüst. Ein Mosaikbild über der Eingangstür zeigt die Christusfigur des großen Jellingsteins und knüpft somit an die christliche Tradition Dänemarks an. 
Das Innere der Kirche wirkt offen und hell. Sitzbänke, Altar und Kanzel sind in hellem Holz gestaltet. Zentral ist der Altarbereich, der von einer Altarschranke mit Kommunionbank (wie in skandinavischen Kirchen üblich) umgeben ist. Das den Kirchenraum prägende Altarbild wurde von dem färöischen Künstler Zacharias Heinesen entworfen und zeigt, wie Jesus den Sturm auf dem See Genezareth beendet. 1993 übergab Königin Ingrid der Kirche ein Kruzifix des Bildkünstlers Sven Havsteen-Mikkelsen, welches mit fünf Bernsteinstücken der jütländischen Westküste besetzt ist. Die Kirche verfügt auch über ein Votivschiff, das das Schulschiff Danmark darstellt.
Die Gemeinde (Den danske menighed for Husum og omegn) ist Mitglied der Dansk Kirke i Sydslesvig und teilt sich eine Pfarrstelle mit der dänischen Gemeinde in Friedrichstadt (Frederiksstad), die die dortige Mennonitenkirche als Versammlungsstätte nutzt.

## Ausstattung
Die Orgel wurde 1993 von der dänischen Orgelbaufirma Anders Havgaard Rasmussen aus Bramminge erbaut. Das historisierend gebaute Instrument hat acht Register auf zwei Manualwerken und Pedal.
| I. Manual (geteilte Laden) |                 |     |
| 1.                         | Bourdon         | 16′ |
| 2.                         | Fugara          | 8′  |
| 3.                         | Spidsfløjte     | 8′  |
| 4.                         | Træprincipal    | 4′  |
| 5.                         | Spidsgedakt     | 4'  |
| 6.                         | Prinzipal       | 2'  |
| 7.                         | Sesquialtera II |     |

| II. Manual |       |    |
| 8.         | Regal | 8' |

| Pedal (an I gekoppelt) |                  |     |
| 9.                     | Bourdon (aus 1.) | 16′ |

- Koppeln: II/I (Schiebekoppel)